# Гамма Единорога
Гамма Единорога (лат. γ Monocerotis) — звезда в созвездии Единорога спектрального класса K0 III, имеющая видимую звёздную величину 3,96m. Находится восточнее Ориона и севернее Большого Пса, приблизительно в 498 световых годах от Солнца.

## Наблюдения
Гамма и Альфа Единорога, которые имеют видимые величины, равные 3,96m и 3,93m соответственно, а также являются самыми заметными в созвездии светилами. Соседями Единорога по небосводу являются Близнецы, Орион, Малый и Большой Псы, Гидра, Заяц и Корма. Найти звезду легко — нужно провести линию через пояс Ориона влево (на восток), она пересечёт яркую звезду Процион (из Малого Пса) и чуть выше неё будет Гамма Единорога. Кроме того её можно найти северо-западнее Сириуса. Гамма Единорога находится внутри «парада» ярких зимних созвездий, и эту звезду почти сплошным кольцом окружают Сириус, Процион, Поллукс, Кастор, Бетельгейзе, Беллатрикс, Капелла и Альдебаран. Поэтому её легко найти на небе с помощью перечисленных ориентиров, но не забудем, что её яркость всего 3,96m, поэтому в крупных городах для её наблюдений нужен бинокль. Проводить наблюдения нужно на открытой южной местности во время ясной, и, желательно, безлунной ночи.